# Tomba della Sirena
La tomba della Sirena è un'antica sepoltura etrusca situata nella necropoli di Sopraripa a Sovana, presso il parco archeologico Città del Tufo, nel comune di Sorano.

## Storia e descrizione
La tomba della Sirena risale al III-II secolo a.C., è una tomba a edicola interamente scavata nel tufo, collocata all'interno della necropoli di Sopraripa; in passato era nota anche come "tomba della Fontana". La facciata riproduce una falsa porta, all'interno della quale vi è scolpita l'immagine del defunto rappresentato come simposiasta, la porta è guardata ai lati da due demoni, probabilmente Charun a sinistra e Vanth a destra. Il nome deriva dal fregio nel quale non si rappresenta una sirena, come comunemente noto, ma il mostro marino Scilla colto nell'atto di affondare una nave. Sopra l'immagine del defunto è ben leggibile la scritta "Vel Nulina", ossia "figlio di Vel".
Un dromos particolarmente stretto conduce alla camera sepolcrale, la quale è disassata rispetto all'edicola. Le piccole dimensioni della camera fanno pensare a una sepoltura per un singolo individuo.
La tomba fu descritta per la prima volta dal pittore inglese Samuel James Ainsley, il quale vi fu indirizzato dai locali che già conoscevano il luogo. Recentemente la tomba, assieme a una vasta zona della necropoli di Sopraripa, è stata sottoposta ad un esteso restauro, durante il quale sono state scoperte altre sepolture arcaiche che giacevano a un livello appena sottostante quello della Sirena.